# Tim Kempton (1995)
Tim Kempton jr. (Scottsdale, 28 aprile 1995) è un ex cestista statunitense, professionista in Europa.
È il figlio dell'ex cestista Tim Kempton.